# Callinicus III van Constantinopel
Callinicus III (Grieks: Καλλίνικος Γ΄ Κωνσταντινουπόλεως)  (? - Constantinopel, 20 november 1726) was oecumenisch patriarch van Constantinopel in 1726.
Callinicus III was patriarch van Constantinopel voor één dag op 19 november in het jaar 1726. Hij was geboren op Naxos en was bisschop van Herekleia en een zeer ambitieus man, die al verschillende malen tevergeefs had geprobeerd om tot patriarch van Constantinopel te worden verkozen. In 1726 werd hij tot patriarch verkozen door de Turkse grootvizier om te kopen. Zijn patriarchaat duurde echter slechts enkele uren. Hij kreeg een hartaanval toen hij te horen kreeg dat hij eindelijk tot oecumenisch patriarch was verkozen.